# C/2008 P4 (SOHO)
C/2008 P4 (SOHO) – kometa jednopojawieniowa odkryta na zdjęciach SOHO przez Michała Kusiaka. Została odkryta 8 sierpnia 2008 roku. Należy do grupy komet Kreutza.